# Lattes (Hérault)
Lattes település Franciaországban, Hérault megyében. Lakosainak száma 17 592 fő (2022. január 1.). Lattes Mauguio, Montpellier, Palavas-les-Flots, Pérols, Saint-Jean-de-Védas és Villeneuve-lès-Maguelone községekkel határos.

## Népesség
A település népességének változása:
| Lakosok száma | 2379 | 8154 | 10 203 | 16 824 | 15 748 | 16 298 | 16 564 | 17 453 | 17 674 | 17 592 |
|               | 1968 | 1982 | 1990   | 2006   | 2013   | 2015   | 2017   | 2019   | 2020   | 2022   |